# Louis Fürnberg
Louis Fürnberg, född 24 maj 1909 i Jihlava i Österrike-Ungern, död 23 juni 1957 i Weimar i DDR, var en tjeckisk-östtysk skriftställare, poet, journalist, kompositör och diplomat.
Fürnberg var av judisk börd. Han komponerade sången Lied der Partei, den officiella hymnen för det östtyska statsbärande partiet Tysklands socialistiska enhetsparti, SED.